# Burro catalán

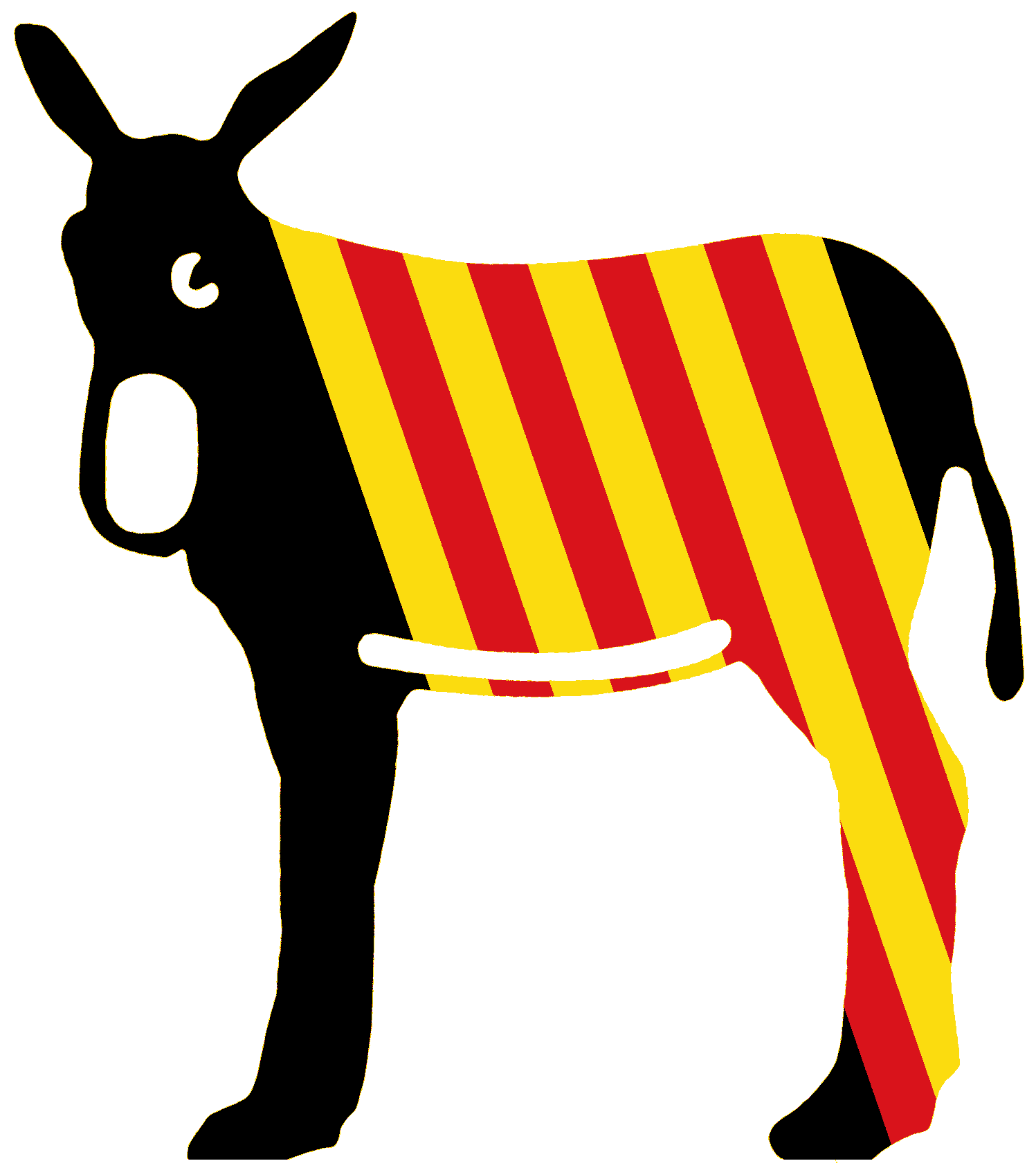

El burro catalán es una raza de asno (Equus africanus asinus) originaria de la provincia española de Gerona. En la actualidad, se encuentra en peligro de extinción, reducido a solamente quinientos ejemplares, de los cuales cuatrocientos se encuentran en Cataluña. El sur de Francia acoge a los demás ejemplares.
Esta raza robusta, de pelo negro y gran cabeza, se caracteriza por su gran resistencia. Su desaparición de los medios rurales catalanes se debe a la introducción de maquinaria pesada moderna que lo hacen innecesario para la agricultura y el transporte como lo era antaño.

## El burro catalán como emblema
Tras varios años sin recibir atención alguna, el burro catalán alcanzó gran popularidad de forma inesperada en 2004, cuando dos jóvenes de Bañolas, Jaume Sala y Àlex Ferreiro, decidieron crear una pegatina para coches con la silueta de este animal, con el objetivo, medio en serio medio en broma, de llamar la atención sobre el peligro de que esta raza desapareciera y facilitar así su conservación. El logo se hizo popular en Cataluña en los meses siguientes, llegando a aparecer en todo tipo de pegatinas, camisetas y otros objetos.
Durante los meses en que el burro catalán fue portada de la prensa, algunos ejemplares llegaron a venderse por encima de los seis mil euros.[cita requerida]
Posteriormente, se convirtió de forma inesperada en un emblema de los catalanes, ya que se ha considerado que se debe proteger y de esta forma se relaciona Cataluña con la ecología. Actualmente, el emblema del ruc català (‘burro catalán’) lo utilizan algunas personas como símbolo reivindicativo del nacionalismo catalán, en oposición al toro de Osborne. Partidos políticos partidarios del ecologismo, como Iniciativa per Catalunya Verds (ICV), simpatizan con el símbolo solamente porque da a conocer el peligro de extinción de esta raza.

## Las razas mallorquina y pantesca
El asno mallorquín y el asno de Panteleria (Italia) están fuertemente emparentados con la raza catalana. El primero es, con seguridad, la más escasa de las razas autóctonas; ligeramente menor que el catalán (145-155 cm de altura), semejante en lo que respecta la morfología y carácter. El segundo se extinguió hacia los años 70; en estos momentos, el gobierno regional de Sicilia, del que depende la pequeña isla de Pantelaria, está intentando recuperar la raza a partir de ejemplares cruzados que subsisten.